# VEN-аналіз
VEN акронім (англ. Vital Essential Non-essential - життєво-важливі, необхідні, другорядні) - директивна сегментація «необхідності» асортименту.
Часто використовують термін VED (остання буква D - Desirable, бажано)
Зазвичай застосовується в медицині (аптеки) та виробництві. У житті застосовується спільно з ABC аналізом.
VEN-аналіз проводиться паралельно з АВС-аналізом і дозволяє визначити пріоритетні лікарські препарати відповідно до міжнародної практики їх поділу на життєво важливі (Vital або V), необхідні (Essential або Е) і другорядні (Non-essential або N) (табл. 1).
Таблиця 1. Визначення пріоритетних лікарських препаратів (VEN-аналіз)
| Життєво важливі (Vital)    | Ліки, потрібні для порятунку життя (наприклад, вакцини); мають небезпечний для життя синдром відміни, постійно необхідні для підтримки життя (інсуліни, стероїди, антибіотики і т. п.) |
| Необхідні (Essential)      | Ліки, ефективні при лікуванні менш небезпечних, але серйозних захворювань |
| Другорядні (Non-essential) | Ліки для лікування «легких» захворювань; препарати з сумнівною ефективністю; дорогі з симптоматичними показаннями                                                                      |

За результатами проведеного ABC-VEN-аналізу можна відповісти на такі питання:
- Чи доцільно витрачати фінансові кошти на ліки в конкретному ЛПЗ (головним чином, які препарати в групі А і В)?
- Які кроки необхідно зробити, щоб раціоналізувати лікарські закупівлі?
- Які препарати в першу чергу слід розглянути на предмет включення (виключення) в формулярний перелік?
- Чи відповідають фінансові витрати даними аналізу структури захворюваності?

Так само VEN-аналіз застосовується при класифікації ресурсів і запчастин виробничих компаній. Виділяють критичні позиції (наприклад, запчастина без наявності якої зупиниться виробництво), помірно критичні позиції (запчастину, без якої можна якийсь час обійтися, виробництво продовжиться, нехай і не на повну потужність) і не критичні позиції (запчастини, без наявності яких можна обійтися, чекаючи їх постачання з нагоди необхідності).